# Mecodina karapinensis
Mecodina karapinensis là một loài bướm đêm trong họ Erebidae.